# Heathrow Terminals 2 & 3 (stanice metra v Londýně)
Heathrow Terminals 2 & 3 je stanice metra v Londýně, otevřená 16. prosince 1977 jako Heathrow Central. Mezi 3. zářím 1983 a 6. říjnem 1986 se  stanice jmenovala na Heathrow Central Terminals 1, 2, 3, poté do ledna 2016 Heathrow Terminals 1, 2, 3. Současné jméno dostala po zrušení terminálu 1 letiště Heathrow. Nachází se v přepravní zóně 6 a leží na lince :
- Piccadilly Line (mezi stanicemi Heathrow Terminal 4 nebo Heathrow Terminal 5 a Hatton Cross)

| Rok  | Počet cestujících |
| ---- | ----------------- |
| 2011 | 7,72 mil          |
| 2012 | 7,80 mil          |
| 2013 | 2,43 mil          |
| 2014 | 7,66 mil          |